# Spathocera dalmanii
Spathocera dalmanii ist eine Wanze aus der Familie der Randwanzen (Coreidae).

## Merkmale
Die Wanzen werden 5,7 bis 6,4 Millimeter lang. Die verhältnismäßig kleinen, graubraunen Randwanzen können anhand ihres viel länger als breiten, an den Seiten blass gefärbten Pronotums bestimmt werden. Der Kopf, die Fühler und das Pronotum tragen keine Dornen und am Schildchen (Scutellum) sind zwei dunkle, keilförmige Flecke ausgebildet. Sie sind durch ihre Färbung auf Sandböden gut getarnt.

## Verbreitung und Lebensraum
Die Art ist in Europa vom nördlichen Mittelmeerraum bis in den Süden Großbritanniens und Skandinaviens verbreitet. Im Mittelmeerraum tritt sie nur in montanen Lagen auf. In Deutschland ist sie im nördlichen Tiefland in den Sandgebieten verbreitet und nicht selten, im Süden weniger häufig und nur lokal verbreitet. In Österreich ist sie nur aus dem Burgenland und Niederösterreich, zumeist durch ältere Funde dokumentiert. In Großbritannien ist die sehr seltene Art überwiegend auf Heiden im Süden (Norfolk - Dorset) begrenzt. Besiedelt werden trockene und warme sandige Lebensräume mit lockerem Bewuchs.

## Lebensweise
Die Tiere leben am Boden und sind an Ampfer (Rumex), vor allem Kleinen Sauerampfer (Rumex acetosella) gebunden. Die Nymphen saugen direkt an den Pflanzen, die Imagines klettern nur selten auf den Pflanzen und saugen vor allem an herabfallenden Samen. Die Wanzen wurden auch unter anderen Pflanzen, wie etwa Sarothamnus gefunden, es ist jedoch nicht bekannt, ob diese ebenso zu den Nahrungspflanzen zählen. Die Überwinterung erfolgt als Imago, häufig in Gruppen nahe der Nahrungspflanzen in Grashorsten oder unter Detritus. Die Paarung findet von April bis Juli statt, vor allem im Mai und Juni. Die Weibchen legen ihre Eier einzeln an den Stängeln der Nahrungspflanzen oder am Boden ab. Die Nymphen kann man besonders im Juni und Juli beobachten, die adulten Tiere der neuen Generation ab Ende Juli oder August. Außerhalb der Paarungszeit sind die Imagines kaum flugaktiv.

## Belege